# Pteronotus quadridens
Espèce
Synonymes
- Chilonycteris fuliginosa[2]
- Pteronotus (Chilonycteris) quadridens (Gundlach, 1840)[2]
- Pteronotus fuliginosus Gray, 1843[2]

Statut de conservation UICN

 LC  : Préoccupation mineure
Pteronotus quadridens est une espèce de chauve-souris insectivores de la famille des Mormoopidae. On la rencontre dans les grandes Antilles sur les îles de Cuba, Hispaniola, la Jamaïque et Porto Rico.

## Liste des sous-espèces
Selon Catalogue of Life (24 juin 2019) :
- sous-espèce Pteronotus quadridens fuliginosus (Gray, 1843)
- sous-espèce Pteronotus quadridens quadridens (Gundlach, 1840)